# Peiting
Peiting – gmina targowa w Niemczech, w kraju związkowym Bawaria, w rejencji Górna Bawaria, w regionie Oberland, w powiecie Weilheim-Schongau. Leży około 18 km na południowy zachód od Weilheim in Oberbayern, nad rzeką Lech, przy drodze B17, B23, B472 i linii kolejowej Weilheim in Oberbayern – Augsburg.

## Demografia
| Rok  | Liczba mieszk. |
| ---- | -------------- |
| 1970 | 9 664          |
| 1987 | 10 319         |
| 2000 | 11 728         |
| 2005 | 11 924         |

### Struktura wiekowa
Dane o ludności z 31 grudnia 2008:
| Opis                                | Ogółem | Ogółem | Kobiety | Kobiety | Mężczyźni | Mężczyźni |
| ----------------------------------- | ------ | ------ | ------- | ------- | --------- | --------- |
| Jednostka                           | osób   | %      | osób    | %       | osób      | %         |
| Populacja                           | 11 691 | 100    | 5512    | 47,15   | 6179      | 52,85     |
| Wiek przedprodukcyjny (0–17 lat)    | 1991   | 17,03  | 948     | 8,11    | 1043      | 8,92      |
| Wiek produkcyjny (18–65 lat)        | 7076   | 60,53  | 3212    | 27,47   | 3864      | 33,05     |
| Wiek poprodukcyjny (powyżej 65 lat) | 2624   | 22,44  | 1352    | 11,56   | 1272      | 10,88     |

## Polityka
Wójtem gminy jest Michael Asam z SPD, rada gminy składa się z 24 osób.
|      | CSU | SPD | BV | Razem |
| 2008 | 9   | 11  | 4  | 24    |
| 2002 | 11  | 10  | 3  | 24    |

## Oświata
W gminie znajduje się 7 przedszkoli, 2 szkoły podstawowe (26 nauczycieli, 491 uczniów), Hauptschule (25 nauczycieli, 374 uczniów) 3 szkoły (45 nauczycieli, 897 uczniów), specjalna szkoła zawodowa (40 nauczycieli, 488 uczniów) oraz szkoła zawodowa (5 nauczycieli, 76 uczniów).